# Université nationale de Jeju
L'université nationale de Cheju (en hangul : 제주대학교) est une université nationale de Corée du Sud située à Jeju. Elle est l'une des dix universités nationales de premier rang du pays. Elle a été fondée en 1952.

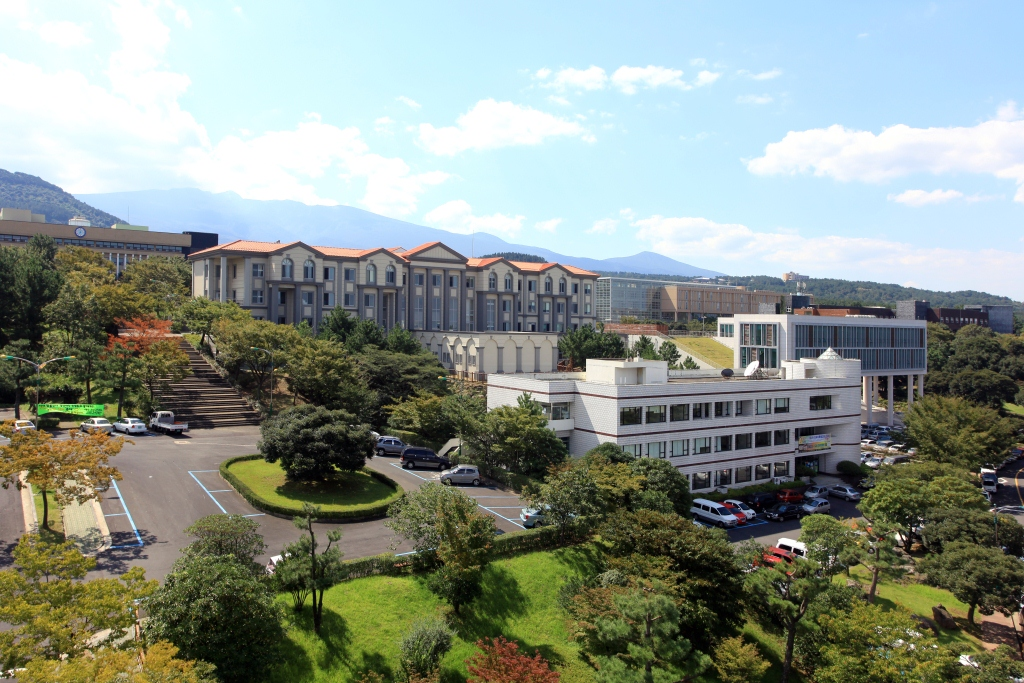
Université nationale de Jeju.

## Composantes

### Faculté de premier cycle
- Faculté de sciences humaines
- Faculté de droit et de sciences politiques
- Faculté d'économie et de commerce
- Faculté de pédagogie
- Faculté de sciences du vivant appliquées
- Faculté de sciences océaniques
- Faculté de sciences naturelles
- Faculté d'ingénierie
- Faculté de médecine

### Faculté de cycle supérieur
- Faculté d'administration publique
- Faculté d'administration commerciale
- Faculté de pédagogie

## Personnalités liées

### Étudiants
- Hyun Kil-un (1940-), écrivain